# Liste der Naturdenkmale in Owen
| Naturdenkmale | Anzahl |
| ------------- | ------ |
| FND           | 4      |
| END           | 2      |
| Gesamt        | 6      |

Die Liste der Naturdenkmale in Owen nennt die verordneten Naturdenkmale (ND) der im baden-württembergischen Landkreis Esslingen liegenden Gemeinde Owen. In Owen gibt es insgesamt sechs als Naturdenkmal geschützte Objekte, davon vier flächenhafte Naturdenkmale (FND) und zwei Einzelgebilde-Naturdenkmale (END).
Stand: 30. Oktober 2016.

## Flächenhafte Naturdenkmale (FND)
| Name                             | Bild | Kennung     | Einzelheiten | Position | Fläche Hektar | Datum         |
| -------------------------------- | ---- | ----------- | ------------ | -------- | ------------- | ------------- |
| Basalttuffbruch Feuerbölle       | BW   | 81160543603 | Owen         | ⊙        | 0,3           | 25. Aug. 1983 |
| Feuchtgebiet im Gewann Fahrtobel | BW   | 81160543606 | Owen         | ⊙        | 1,3           | 25. Aug. 1983 |
| Feuchtgebiet im Gewann Säubad    | BW   | 81160543608 | Owen         | ⊙        | 1,5           | 15. Juli 1997 |
| Vulkanembryo im Gewann Bölle     | BW   | 81160543607 | Owen         | ⊙        | 0,5           | 15. Juli 1997 |
| Legende für Naturdenkmal         |      |             |              |          |               |               |

## Einzelgebilde (END)
| Name                      | Bild | Kennung     | Einzelheiten | Position | Fläche Hektar | Datum         |
| ------------------------- | ---- | ----------- | ------------ | -------- | ------------- | ------------- |
| 1 Eiche                   | BW   | 81160543604 | Owen         | ⊙        | 0,0           | 25. Aug. 1983 |
| 1 Linde mit Weißdornbusch | BW   | 81160543601 | Owen         | ⊙        | 0,0           | 25. Aug. 1983 |
| Legende für Naturdenkmal  |      |             |              |          |               |               |